# Portræt af et menneske
|  | Denne artikel er oprettet af botten PalnaBot ud fra en ekstern database. Den kan derfor have sproglige fejl eller mangler. Denne skabelon kan fjernes efter kontrol af indholdet. |

Portræt af et menneske er en film instrueret af Tue Ritzau.

## Handling
Billedhuggeren Harald Isenstein fortæller om sit liv og arbejde.